# Thomas Morgenstern
Thomas Morgenstern (Spittal an der Drau, 30 ottobre 1986) è un ex saltatore con gli sci austriaco.
Campione olimpico del trampolino lungo sia nella gara individuale sia nella gara a squadre ai XX Giochi olimpici invernali di Torino 2006 e nella gara a squadre ai XXI Giochi olimpici invernali di Vancouver 2010, in carriera ha vinto due Coppe del Mondo, un Torneo dei quattro trampolini e numerose medaglie iridate (undici gli ori).

## Biografia

### Stagioni 2003 e 2004
Nipote dello sciatore alpino Alois Morgenstern, a sua volta sciatore di alto livello, Thomas Morgenstern si rivelò un talento precoce nel salto con gli sci. Esordì in Coppa del Mondo in occasione del Torneo dei quattro trampolini del 2002-2003, a sedici anni. Appena cinque giorni dopo la conclusione del Torneo, l'11 gennaio 2003, ottenne la prima vittoria, nonché primo podio, a Liberec, in Repubblica Ceca.
Morgenstern si laureò campione mondiale juniores dal trampolino corto, sia individualmente sia a squadre, a Sollefteå 2003, in Svezia, e partecipò ai Mondiali della Val di Fiemme, senza conseguire risultati di rilievo.
Nel 2004, ai Mondiali juniores di Stryn, in Norvegia, bissò il successo a squadre dell'anno precedente e vinse l'argento nella stessa gara dietro al polacco Mateusz Rutkowski. Ai Mondiali di volo di Planica vinse la prima medaglia iridata in carriera, il bronzo nella gara a square.

### Stagioni 2005 e 2006
Ai Mondiali di Oberstdorf 2005 fu uno dei quattro componenti del quartetto che ha vinto due ori per l'Austria, nelle gare a squadre dal trampolino HS100 e dal trampolino HS137.
Ai Mondiali di volo del 2006, sul trampolino Kulm di Tauplitz, in Austria, vinse il bronzo nella gara individuale. Nella stessa stagione ai XX Giochi olimpici invernali di Torino 2006 vinse due medaglie d'oro dal trampolino lungo nello Stadio del Trampolino di Pragelato, dapprima nella gara individuale sul trampolino lungo, poi nella gara a squadre con il quartetto austriaco, mentre sul trampolino normale fu nono. Qualche settimana dopo si aggiudicò il Nordic Tournament.

### Stagioni 2007 e 2008
Ai Mondiali di Sapporo 2007 vinse il bronzo dal trampolino normale e, con il quartetto austriaco, l'oro nelle gare a squadre.
Nella stagione 2007-2008 cominciò l'annata in Coppa del Mondo con sei vittorie nelle prime sei gare, eguagliando il record di vittorie consecutive raggiunto da Janne Ahonen e Matti Hautamäki. Ai Mondiali di volo con gli sci di Oberstdorf 2008 vinse la medaglia d'oro nella competizione a squadre. Al termine della stagione vinse la classifica di Coppa del Mondo.

### Stagioni 2009 e 2010
Ai Mondiali di Liberec 2009 confermò nuovamente l'oro nelle gare a squadre; l'anno successivo, i XXI Giochi olimpici invernali di Vancouver 2010 si aggiudicò l'oro nella gara a squadre, chiudendo ottavo nel trampolino normale e quinto nel trampolino lungo. Nei Mondiali di volo di Planica del mese successivo vinse ancora l'oro nelle gare a squadre.

### Stagioni 2011 e 2012

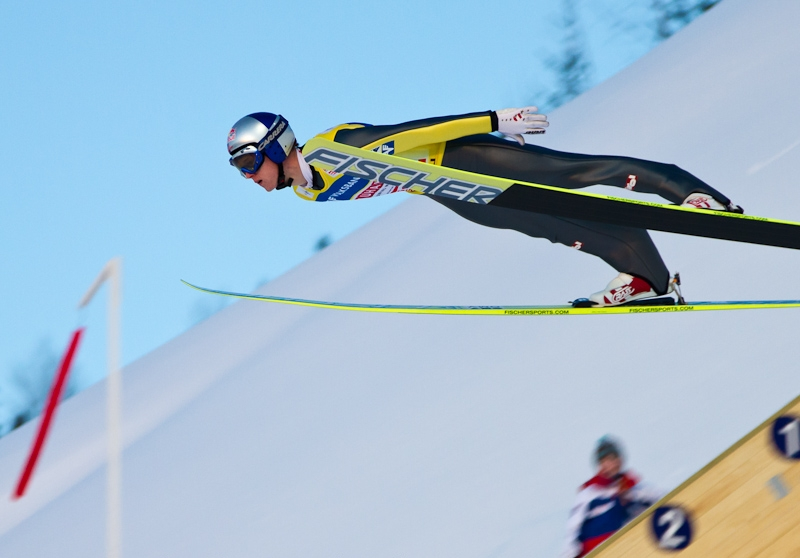
Morgenstern in gara a Vikersund nel 2011

Ai Mondiali di Oslo 2011 vinse la medaglia d'oro nella gara individuale dal trampolino corto, l'argento dal trampolino lungo e due ori in entrambe le gare a squadre. Dopo essersi aggiudicato il suo primo Torneo dei quattro trampolini, al termine della stessa stagione sollevò la sua seconda Coppa del Mondo generale.
Ai Mondiali di volo di Vikersund 2012 vinse ancora l'oro nelle gare a squadre.

### Stagioni 2013 e 2014
Nella stagione 2013 ottenne alcuni podi ma nessuna vittoria in Coppa del Mondo, mentre ai Mondiali della Val di Fiemme vinse due medaglie: l'oro nella gara a squadre maschile dal trampolino lungo e l'argento nella gara a squadre mista dal trampolino normale.
Nella stagione 2014 tornò alla vittoria in Coppa del Mondo (il 14 dicembre 2013 a Titisee-Neustadt); ai XXII Giochi olimpici invernali di Soči 2014 si classificò 14º nel trampolino normale, 40º nel trampolino lungo e vinse la medaglia d'argento nella gara a squadre). Nel settembre 2014 annunciò il ritiro dalle competizioni.

## Palmarès

### Olimpiadi
- 4 medaglie:
  - 3 ori (trampolino lungo, gara a squadre a Torino 2006; gara a squadre a Vancouver 2010)
  - 1 argento (gara a squadre a Soči 2014)

### Mondiali
- 11 medaglie:
  - 8 ori (gara a squadre dal trampolino normale, gara a squadre dal trampolino lungo a Oberstdorf 2005; gara a squadre a Sapporo 2007; gara a squadre a Liberec 2009; trampolino normale, gara a squadre dal trampolino normale, gara a squadre dal trampolino lungo a Oslo 2011; gara a squadre dal trampolino lungo a Val di Fiemme 2013)
  - 2 argenti (trampolino lungo a Oslo 2011; gara a squadre mista dal trampolino normale a Val di Fiemme 2013)
  - 1 bronzo (trampolino normale a Sapporo 2007)

### Mondiali di volo
- 5 medaglie:
  - 3 ori (gara a squadre a Obertsdorf 2008; gara a squadre a Planica 2010; gara a squadre a Vikersund 2012)
  - 2 bronzi (gara a squadre a Planica 2004; individuale a Tauplitz 2006)

### Mondiali juniores
- 4 medaglie:
  - 3 ori (trampolino normale, gara squadre a Sollefteå 2003; gara a squadre a Stryn 2004)
  - 1 argento (trampolino normale a Stryn 2004)

### Coppa del Mondo
- Vincitore della Coppa del Mondo nel 2008 e nel 2011
- 107 podi (77 individuali, 30 a squadre):
  - 38 vittorie (23 individuali, 15 a squadre)
  - 40 secondi posti (31 individuali, 9 a squadre)
  - 29 terzi posti (23 individuali, 6 a squadre)

#### Coppa del Mondo - vittorie
| Data             | Località         | Nazione   | Trampolino                                                                             |
| ---------------- | ---------------- | --------- | -------------------------------------------------------------------------------------- |
| 11 gennaio 2003  | Liberec          | Rep. Ceca | Ještěd K120                                                                            |
| 8 marzo 2003     | Oslo             | Norvegia  | Holmenkollen K115 (con Florian Liegl, Christian Nagiller e Andreas Widhölzl)           |
| 12 febbraio 2005 | Pragelato        | Italia    | Stadio del Trampolino HS140 (con Wolfgang Loitzl, Andreas Widhölzl e Martin Höllwarth) |
| 4 marzo 2006     | Lahti            | Finlandia | Salpausselkä HS130 (con Andreas Widhölzl, Andreas Kofler e Martin Koch)                |
| 10 marzo 2006    | Lillehammer      | Norvegia  | Lysgårdsbakken HS134                                                                   |
| 10 marzo 2007    | Lahti            | Finlandia | Salpausselkä HS130 (con Martin Höllwarth, Gregor Schlierenzauer e Andreas Kofler)      |
| 1º dicembre 2007 | Kuusamo          | Finlandia | Rukatunturi HS142                                                                      |
| 8 dicembre 2007  | Trondheim        | Norvegia  | Granåsen HS131                                                                         |
| 9 dicembre 2007  | Trondheim        | Norvegia  | Granåsen HS131                                                                         |
| 13 dicembre 2007 | Villaco          | Austria   | Villacher Alpenarena HS98                                                              |
| 14 dicembre 2007 | Villaco          | Austria   | Villacher Alpenarena HS98                                                              |
| 22 dicembre 2007 | Engelberg        | Svizzera  | Gross-Titlis-Schanze HS137                                                             |
| 30 dicembre 2007 | Oberstdorf       | Germania  | Schattenberg HS137                                                                     |
| 2 febbraio 2008  | Sapporo          | Giappone  | Ōkurayama HS134                                                                        |
| 3 febbraio 2008  | Sapporo          | Giappone  | Ōkurayama HS134                                                                        |
| 8 febbraio 2008  | Liberec          | Rep. Ceca | Ještěd HS134                                                                           |
| 7 febbraio 2009  | Willingen        | Germania  | Mühlenkopf HS145 (con Markus Eggenhofer, Andreas Kofler e Wolfgang Loitzl)             |
| 7 marzo 2009     | Lahti            | Finlandia | Salpausselkä HS130 (con Wolfgang Loitzl, Martin Koch e Gregor Schlierenzauer)          |
| 14 marzo 2009    | Vikersund        | Norvegia  | Vikersundbakken HS207 (con Martin Koch, Wolfgang Loitzl e Gregor Schlierenzauer)       |
| 27 novembre 2009 | Kuusamo          | Finlandia | Rukatunturi HS142 (con Wolfgang Loitzl, Andreas Kofler e Gregor Schlierenzauer)        |
| 6 gennaio 2010   | Bischofshofen    | Austria   | Paul Ausserleitner HS140                                                               |
| 16 gennaio 2010  | Sapporo          | Giappone  | Ōkurayama HS134                                                                        |
| 27 novembre 2010 | Kuusamo          | Finlandia | Rukatunturi HS142 (con Wolfgang Loitzl, Andreas Kofler e Gregor Schlierenzauer)        |
| 4 dicembre 2010  | Lillehammer      | Norvegia  | Lysgårdsbakken HS138                                                                   |
| 5 dicembre 2010  | Lillehammer      | Norvegia  | Lysgårdsbakken HS138                                                                   |
| 17 dicembre 2010 | Engelberg        | Svizzera  | Gross-Titlis-Schanze HS137                                                             |
| 18 dicembre 2010 | Engelberg        | Svizzera  | Gross-Titlis-Schanze HS137                                                             |
| 29 dicembre 2010 | Oberstdorf       | Germania  | Schattenberg HS137                                                                     |
| 3 gennaio 2011   | Innsbruck        | Austria   | Bergisel HS130                                                                         |
| 9 gennaio 2011   | Harrachov        | Rep. Ceca | Čerťák HS205                                                                           |
| 29 gennaio 2011  | Willingen        | Germania  | Mühlenkopf HS145 (con Andreas Kofler, Martin Koch e Gregor Schlierenzauer)             |
| 6 febbraio 2011  | Oberstdorf       | Germania  | Heini Klopfer HS213 (con Andreas Kofler, Gregor Schlierenzauer e Martin Koch)          |
| 12 marzo 2011    | Lahti            | Finlandia | Salpausselkä HS130 (con Gregor Schlierenzauer, Martin Koch e Andreas Kofler)           |
| 19 marzo 2011    | Planica          | Slovenia  | Letalnica HS215 (con Andreas Kofler, Martin Koch e Gregor Schlierenzauer)              |
| 27 novembre 2011 | Kuusamo          | Finlandia | Rukatunturi HS142 (con Wolfgang Loitzl, Andreas Kofler e Gregor Schlierenzauer)        |
| 6 gennaio 2012   | Bischofshofen    | Austria   | Paul Ausserleitner HS140                                                               |
| 3 marzo 2012     | Lahti            | Finlandia | Salpausselkä HS97 (con Gregor Schlierenzauer, Martin Koch e Andreas Kofler)            |
| 17 marzo 2012    | Planica          | Slovenia  | Letalnica HS215 (con Andreas Kofler, Gregor Schlierenzauer e Martin Koch)              |
| 14 dicembre 2013 | Titisee-Neustadt | Germania  | Hochfirst HS142                                                                        |

#### Torneo dei quattro trampolini
- Vincitore del Torneo dei quattro trampolini nel 2011
- 15 podi di tappa[5]:
  - 5 vittorie
  - 6 secondi posti
  - 4 terzi posti

#### Nordic Tournament
- Vincitore del Nordic Tournament nel 2006
- 6 podi di tappa[5]:
  - 1 vittoria
  - 2 secondi posti
  - 3 terzi posti

#### Summer Grand Prix
- Vincitore della classifica generale nel 2003, nel 2007 e nel 2011

### Campionati austriaci
- 14 medaglie[6]:
  - 4 ori (K90 nel 2005; NH, LH nel 2006; HS140 nel 2011)
  - 3 argenti (LH nel 2010; LH HS140 nel 2012; HS98 nel 2013)
  - 7 bronzi (K90, K120 nel 2004; NH HS100 nel 2008; NH nel 2009; LH nel 2010; HS94 nel 2011; HS140 nel 2013)